# Bhadra
Bhadra là một thành phố và khu đô thị của quận Hanumangarh thuộc bang Rajasthan, Ấn Độ.

## Địa lý
Bhadra có vị trí 29°07′B 75°10′Đ / 29,12°B 75,17°Đ Nó có độ cao trung bình là 192 mét (629 foot).

## Nhân khẩu
Theo điều tra dân số năm 2001 của Ấn Độ, Bhadra có dân số 35.137 người. Phái nam chiếm 53% tổng số dân và phái nữ chiếm 47%. Bhadra có tỷ lệ 62% biết đọc biết viết, cao hơn tỷ lệ trung bình toàn quốc là 59,5%: tỷ lệ cho phái nam là 71%, và tỷ lệ cho phái nữ là 53%. Tại Bhadra, 15% dân số nhỏ hơn 6 tuổi.